# Sextus Caecilius Africanus
Pour les articles homonymes, voir Africanus.
Sextus Caecilius Africanus (mort vers 169-175) est un jurisconsulte de la Rome antique, élève de Salvius Julianus (Julien).

## Biographie
Il ne subsiste qu'une citation de ses Epistulae, dont il y avait au moins vingt livres. Des extraits de ses Quaestiones, cas juridiques recueillis en neuf livres sans ordre particulier, sont eux aussi reproduits dans le Digeste. Les Quaestiones  étaient très vraisemblablement destinées à l'enseignement du droit. Elles semblent aussi être en rapport étroit avec l'œuvre de Julien, qui y est souvent cité; on suppose que c'est Julien qui trancha la plupart de ces cas. Néanmoins, Caecilius exprime parfois son propre avis sur Julien, y compris de façon critique.
Aulu-Gelle, Les Nuits attiques, livre 20, ch. 1, met en scène Sextus Caecilius prenant la défense des Lois des XII Tables contre Favorinus.
Certaines sources envisagent qu'il y aurait un autre juriste romain du nom de Sextus Caecilius, à ne pas confondre avec Africanus.

## Sources
- (en) Cet article est partiellement ou en totalité issu de l’article de Wikipédia en anglais intitulé « Sextus Caecilius Africanus » (voir la liste des auteurs).